# Poecilochroa
Poecilochroa es un género de arañas araneomorfas de la familia Gnaphosidae. Se encuentra en Eurasia, África y Sudamérica. 

## Lista de especies
Según The World Spider Catalog 12.0:
- Poecilochroa albomaculata (Lucas, 1846)
- Poecilochroa alcala Barrion & Litsinger, 1995
- Poecilochroa anomala (Hewitt, 1915)
- Poecilochroa antineae Fage, 1929
- Poecilochroa barmani Tikader, 1982
- Poecilochroa behni Thorell, 1891
- Poecilochroa bifasciata Banks, 1902
- Poecilochroa capensis Strand, 1909
- Poecilochroa carinata Caporiacco, 1947
- Poecilochroa dayamibrookiana Barrion & Litsinger, 1995
- Poecilochroa devendrai Gajbe & Rane, 1985
- Poecilochroa exoculata  Lissner, 2024[2]
- Poecilochroa faradjensis Lessert, 1929
- Poecilochroa furcata Simon, 1914
- Poecilochroa golan Levy, 1999
- Poecilochroa haplostyla Simon, 1907
- Poecilochroa hungarica Kolosváry, 1934
- Poecilochroa incompta (Pavesi, 1880)
- Poecilochroa insularis Kulczynski, 1911
- Poecilochroa involuta Tucker, 1923
- Poecilochroa joreungensis Paik, 1992
- Poecilochroa latefasciata Simon, 1893
- Poecilochroa loricata Kritscher, 1996
- Poecilochroa malagassa Strand, 1907
- Poecilochroa parangunifasciata Barrion & Litsinger, 1995
- Poecilochroa patricia (Simon, 1878)
- Poecilochroa pauciaculeis Caporiacco, 1947
- Poecilochroa perversa Simon, 1914
- Poecilochroa phyllobia (Thorell, 1871)
- Poecilochroa pugnax (O. Pickard-Cambridge, 1874)
- Poecilochroa rollini Berland, 1933
- Poecilochroa sedula (Simon, 1897)
- Poecilochroa senilis (O. Pickard-Cambridge, 1872)
- Poecilochroa taborensis Levy, 1999
- Poecilochroa taeguensis Paik, 1992
- Poecilochroa tescorum Simon, 1914
- Poecilochroa tikaderi Patel, 1989
- Poecilochroa trifasciata Mello-Leitão, 1918
- Poecilochroa variana (C. L. Koch, 1839)
- Poecilochroa viduata (Pavesi, 1883)
- Poecilochroa vittata Kulczynski, 1911